# Paramantis sacra
Paramantis sacra är en bönsyrseart som beskrevs av Carl Peter Thunberg 1815. Paramantis sacra ingår i släktet Paramantis och familjen Mantidae. Inga underarter finns listade i Catalogue of Life.